# Slumber Party
„Slumber Party” – singel amerykańskiej piosenkarki Britney Spears z jej dziewiątego albumu studyjnego Glory. W piosence gościnnie wystąpiła piosenkarka R&B – Tinashe. Twórcami tekstu utworu są Mattias Larsson, Robin Fredriksson, Julia Michaels i Justin Tranter, natomiast jego produkcją zajęli się Mattman & Robin oraz Mischke.

## Teledysk
Teledysk do singla został nakręcony 25 października 2016 roku, a za jego reżyserię odpowiada Colin Tilley. Oficjalna premiera wideoklipu miała miejsce 18 listopada 2016 roku na Snapchacie kanału MTV, co nastąpiło na krótko przed udostępnieniem teledysku na Vevo oraz YouTube. 

## Notowania
| Lista przebojów (2016)                    | Najwyższa pozycja |
| ----------------------------------------- | ----------------- |
| Francja (SNEP)                            | 121               |
| Hiszpania (PROMUSICAE)                    | 39                |
| Kanada (Billboard Canadian Hot 100)       | 51                |
| Stany Zjednoczone (Hot 100)               | 86                |
| Szkocja (The Official Charts Company)     | 90                |
| Węgry (Single Top 40)                     | 13                |
| Wielka Brytania (Official Charts Company) | 73                |